# Liste der Fornminnen in Förkärla

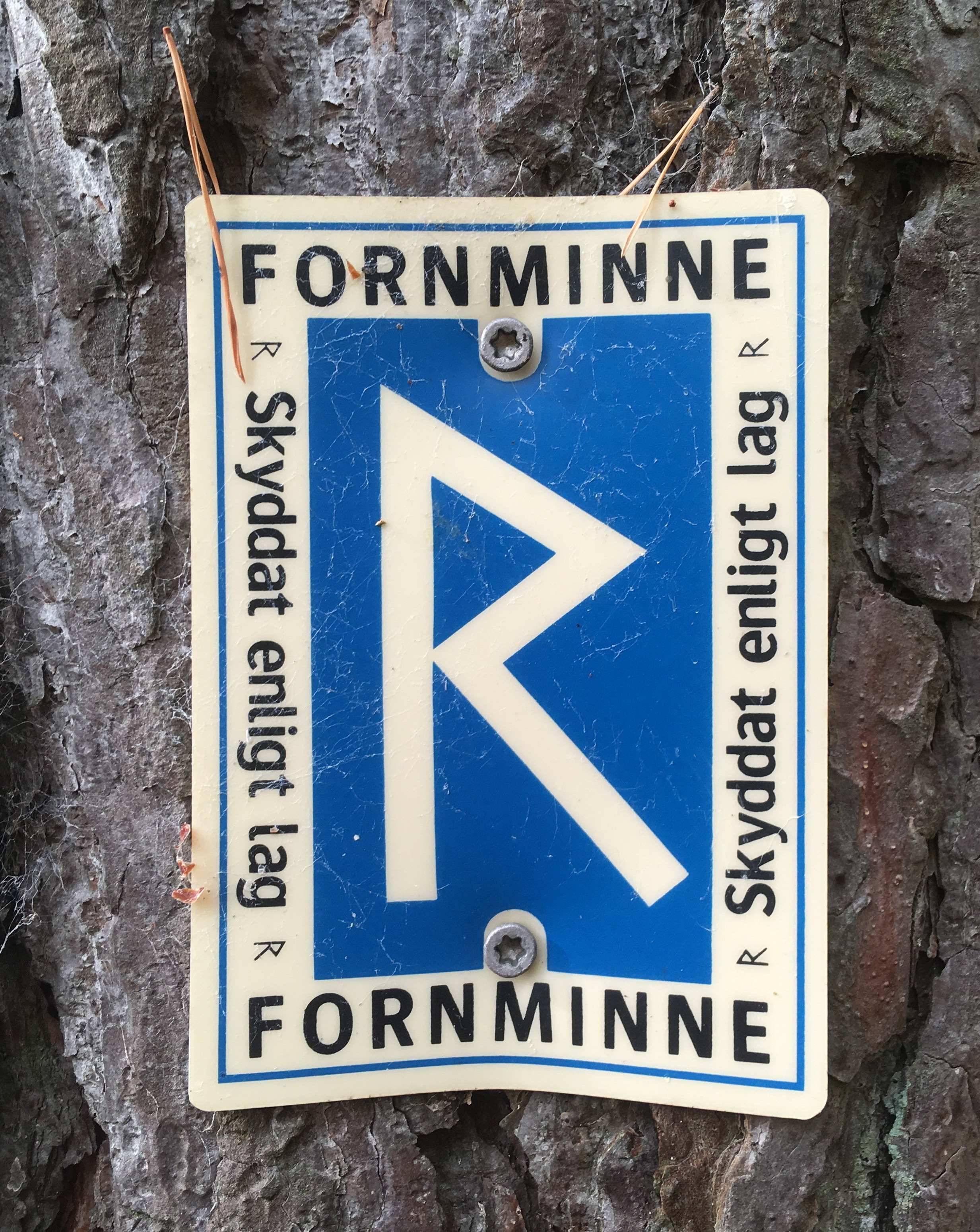
Zeichen für „Fornminnen“ in Schweden

Diese Liste der Fornminnen in Förkärla zeigt die „Alten/antiken Denkmale“ (schwedisch fornminnen) im ehemaligen Socken Förkärla in der heutigen Gemeinde Ronneby der südschwedischen Provinz Blekinge län, sie ist eine Teilliste der "Liste der Fornminnen in Blekinge län". Die Aufteilung basiert auf der historischen Zuordnung der Gebiete in Socken (siehe auch) und der Einteilung des Zentralamts für Denkmalpflege Riksantikvarieämbetet (RAÄ). Es werden die Fornminnen aufgeführt, die auf dem Suchdienst „Fornsök“ registriert sind, welcher weitere Informationen zu den bekannten kulturhistorischen Überresten in Schweden enthält.

## Begriffserklärung
Fornminnen (schwedisch für alte/antike Denkmale oder archäologische Funde) sind in Schweden alte Objekte und archäologische Funde (Fornlämningar), welche die Überreste menschlicher Aktivitäten in der Vergangenheit bezeichnen, die durch frühere Nutzung entstanden sind und dauerhaft aufgegeben wurden. Dabei gilt für Fornminnen, die vor 1850 entstanden sind, dass sie automatisch durch das Gesetz geschützt sind. Aber auch jüngere Überreste können zu Bodendenkmalen erklärt werden, wenn sie sich an ihrem ursprünglichen Standort befinden und weitgehend erdgebunden sind. Als Fornminnen zählen u. a. Siedlungen und Siedlungsreste aus prähistorischer Zeit, Gräber und Grabstätten, Burgruinen, Ruinen von Klöstern, Kirchen und Schlössern, Steine und Felsen mit Inschriften und Bildern (z. B. Runensteine und Petroglyphen), insofern sie nicht schon als Einzeldenkmal unter Byggnadsminnen (schwedisch für Baudenkmale) oder kyrkliga Kulturminnen (schwedisch für kirchliches Kulturgut) ausgewiesen sind.

## Legende
| ID           | = | ID.Nr. des Denkmalregisters (Fornsök) im schwedische Amt für nationales Kulturerbe (Riksantikvarieämbetet (RAÄ)) |
| Lage         | = | Koordinatenangabe des Standorts                                                                                  |
| Bezeichnung  | = | Bezeichnung des Denkmalobjekts (auch RAÄ-Nr.)                                                                    |
| Beschreibung | = | Name (Denkmaltyp/Dokumentenverweis im Arkivsök) sowie eine kurze Beschreibung des Objekts                        |
| Bild         | = | Bild des Objekts sowie Verweis auf weitere Bilder                                                                |

## Liste Fornminnen Förkärla
| ID             | Lage    | Bezeichnung (RAÄ-Nr.) | Beschreibung | Bild           |
| -------------- | ------- | --------------------- | --- | -------------- |
| 10099300010001 | (Karte) | Förkärla 1:1          | Förkärla 1:1 (Steinhügelgrab / L1979:4682) | Weitere Bilder |
| 10099300010002 | (Karte) | Förkärla 1:2          | Förkärla 1:2 (Steinhügelgrab / L1979:5081) | Weitere Bilder |
| 10099300010003 | (Karte) | Förkärla 1:3          | Förkärla 1:3 (Steinhügelgrab / L1979:4542) | Weitere Bilder |
| 10099300020001 | (Karte) | Förkärla 2:1          | Förkärla 2:1 (Steinhügelgrab / L1979:4148) | Weitere Bilder |
| 10099300020002 | (Karte) | Förkärla 2:2          | Förkärla 2:2 (Steinhügelgrab / L1979:4147) | Weitere Bilder |
| 10099300030001 | (Karte) | Förkärla 3:1          | Förkärla 3:1 (Steinhügelgrab / L1979:4149) | Weitere Bilder |
| 10099300040001 | (Karte) | Förkärla 4:1          | Förkärla 4:1 (Steinhügelgrab / L1979:4700) | Weitere Bilder |
| 10099300050001 | (Karte) | Förkärla 5:1          | Förkärla 5:1 (Steinsetzung / L1979:4818) | Weitere Bilder |
| 10099300050002 | (Karte) | Förkärla 5:2          | Förkärla 5:2 (Steinsetzung / L1979:4282) | Weitere Bilder |
| 10099300050003 | (Karte) | Förkärla 5:3          | Förkärla 5:3 (Steinsetzung / L1979:4281) | Weitere Bilder |
| 10099300060001 | (Karte) | Förkärla 6:1          | Förkärla 6:1 (Steinhügelgrab / L1979:4283) | Weitere Bilder |
| 10099300070001 | (Karte) | Förkärla 7:1          | Förkärla 7:1 (Steinsetzung / L1979:4836) | Weitere Bilder |
| 10099300080001 | (Karte) | Förkärla 8:1          | Förkärla 8:1 (Steinhügelgrab / L1979:4946) | Weitere Bilder |
| 10099300090001 | (Karte) | Förkärla 9:1          | Förkärla 9:1 (Steinhügelgrab / L1979:4398) | Weitere Bilder |
| 10099300100001 | (Karte) | Förkärla 10:1         | Förkärla 10:1 (Steinhügelgrab / L1979:4399) | Weitere Bilder |
| 10099300110001 | (Karte) | Förkärla 11:1         | Förkärla 11:1 (Gräberfeld / L1979:4400) langgestrecktes (ca. 190 × 40 m großes) Gräberfeld mit 7 Steinsetzungen von 7 bis 20 m Durchmesser, wovon einige sichtbare Randketten haben im Südosten des "Vambåsa hagmarker"-Naturschutzgebiet, nördlich des Gräberfeld schwedisch Hjortahammar Förkärla 12:1 (L1979:4519) | Weitere Bilder |
| 10099300120001 | (Karte) | Förkärla 12:1         | Förkärla 12:1 (Gräberfeld / L1979:4519) das ca. 370 x 90 m große Gräberfeld Hjortahammar bestehend aus etwa 120 nachgewiesenen Monumenten (ausführliche Beschreibung der Monumente) befindet sich auf einer Landzunge ca. 4 km südlich von Förkärla an der Straße nach Hasslö (schwedisch Hasslövägen) am Übergang nach Almö. Direkt nördlich davon befindet sich ein weiteres Gräberfeld Förkärla 11:1 (L1979:4400). Der Landstrich ist auch als Vambåsa-Weideland (schwedisch Vambåsa hagmarker) bekannt und gehört zum "Vambåsa hagmarker"-Naturschutzgebiet. Das Gräberfeld wurde bereits im 19. Jh. archäologisch untersucht und katalogisiert, es ist in Umfang und Menge der gefundenen Einzeldenkmale eines der größten in Skandinavien. | Weitere Bilder |
| 10099300130001 | (Karte) | Förkärla 13:1         | Förkärla 13:1 (Grabstein / L1979:6122) | Weitere Bilder |
| 10099300150001 | (Karte) | Förkärla 15:1         | Förkärla 15:1 (Grabstein / L1979:5738) | Weitere Bilder |
| 10099300160001 | (Karte) | Förkärla 16:1         | Förkärla 16:1 (Gräberfeld / L1979:5739) | Weitere Bilder |
| 10099300170001 | (Karte) | Förkärla 17:1         | Förkärla 17:1 (Steinhügelgrab / L1979:5532) | Weitere Bilder |
| 10099300170002 | (Karte) | Förkärla 17:2         | Förkärla 17:2 (Steinhügelgrab / L1979:5393) | Weitere Bilder |
| 10099300180001 | (Karte) | Förkärla 18:1         | Förkärla 18:1 (Steinhügelgrab / L1979:5984) | Weitere Bilder |
| 10099300180002 | (Karte) | Förkärla 18:2         | Förkärla 18:2 (Steinhügelgrab / L1979:5982) | Weitere Bilder |
| 10099300180003 | (Karte) | Förkärla 18:3         | Förkärla 18:3 (Steinsetzung / L1979:5497) | Weitere Bilder |
| 10099300180004 | (Karte) | Förkärla 18:4         | Förkärla 18:4 (Steinsetzung / L1979:5983) | Weitere Bilder |
| 10099300190001 | (Karte) | Förkärla 19:1         | Förkärla 19:1 (Steinhügelgrab / L1979:6101) | Weitere Bilder |
| 10099300190002 | (Karte) | Förkärla 19:2         | Förkärla 19:2 (Petroglyphe / L1979:5673) | Weitere Bilder |
| 10099300210001 | (Karte) | Förkärla 21:1         | Förkärla 21:1 (Steinhügelgrab / L1979:5805) | Weitere Bilder |
| 10099300210002 | (Karte) | Förkärla 21:2         | Förkärla 21:2 (Steinsetzung / L1979:5260) | Weitere Bilder |
| 10099300220001 | (Karte) | Förkärla 22:1         | Förkärla 22:1 (Steinhügelgrab / Link) Beschreibung ergänzen | Weitere Bilder |
| 10099300230001 | (Karte) | Förkärla 23:1         | Förkärla 23:1 (Steinhügelgrab / L1979:5262) | Weitere Bilder |
| 10099300240001 | (Karte) | Förkärla 24:1         | Förkärla 24:1 (Steinhügelgrab / L1979:5768) | Weitere Bilder |
| 10099300250001 | (Karte) | Förkärla 25:1         | Förkärla 25:1 (Steinhügelgrab / L1979:5923) | Weitere Bilder |
| 10099300250002 | (Karte) | Förkärla 25:2         | Förkärla 25:2 (Steinsetzung / L1979:5380) | Weitere Bilder |
| 10099300260001 | (Karte) | Förkärla 26:1         | Förkärla 26:1 (Steinhügelgrab / L1979:5381) | Weitere Bilder |
| 10099300270001 | (Karte) | Förkärla 27:1         | Förkärla 27:1 (Steinhügelgrab / L1979:5880) | Weitere Bilder |
| 10099300270002 | (Karte) | Förkärla 27:2         | Förkärla 27:2 (Steinhügelgrab / L1979:6034) | Weitere Bilder |
| 10099300270003 | (Karte) | Förkärla 27:3         | Förkärla 27:3 (Steinsetzung / L1979:5382) | Weitere Bilder |
| 10099300280001 | (Karte) | Förkärla 28:1         | Förkärla 28:1 (Steinhügelgrab / L1979:5487) | Weitere Bilder |
| 10099300300001 | (Karte) | Förkärla 30:1         | Förkärla 30:1 (Steinsetzung / L1979:5607) | Weitere Bilder |
| 10099300310001 | (Karte) | Förkärla 31:1         | Förkärla 31:1 (Steinhügelgrab / L1979:5609) | Weitere Bilder |
| 10099300310002 | (Karte) | Förkärla 31:2         | Förkärla 31:2 (Steinhügelgrab / L1979:5608) | Weitere Bilder |
| 10099300320001 | (Karte) | Förkärla 32:1         | Förkärla 32:1 (Steinhügelgrab / L1979:6127) | Weitere Bilder |
| 10099300330001 | (Karte) | Förkärla 33:1         | Förkärla 33:1 (Grabstein / L1979:5329) | Weitere Bilder |
| 10099300340001 | (Karte) | Förkärla 34:1         | Förkärla 34:1 (Grabstein / L1979:5750) | Weitere Bilder |
| 10099300340002 | (Karte) | Förkärla 34:2         | Förkärla 34:2 (Grabstein / L1979:5749) | Weitere Bilder |
| 10099300350001 | (Karte) | Förkärla 35:1         | Förkärla 35:1 (Steinsetzung / L1979:5287) | Weitere Bilder |
| 10099300350002 | (Karte) | Förkärla 35:2         | Förkärla 35:2 (Steinsetzung / L1979:5751) | Weitere Bilder |
| 10099300360001 | (Karte) | Förkärla 36:1         | Förkärla 36:1 (Steinhügelgrab / L1979:4417) | Weitere Bilder |
| 10099300370001 | (Karte) | Förkärla 37:1         | Förkärla 37:1 (Steinhügelgrab / L1979:4963) | Weitere Bilder |
| 10099300370002 | (Karte) | Förkärla 37:2         | Förkärla 37:2 (Steinsetzung / L1979:4962) | Weitere Bilder |
| 10099300380001 | (Karte) | Förkärla 38:1         | Förkärla 38:1 (Steinkreis / L1979:4543) | Weitere Bilder |
| 10099300380002 | (Karte) | Förkärla 38:2         | Förkärla 38:2 (Steinkreis / L1979:5100) | Weitere Bilder |
| 10099300380003 | (Karte) | Förkärla 38:3         | Förkärla 38:3 (Petroglyphe / L1979:4964) | Weitere Bilder |
| 10099300390001 | (Karte) | Förkärla 39:1         | Förkärla 39:1 (Gräberfeld / L1979:5101) | Weitere Bilder |
| 10099300400001 | (Karte) | Förkärla 40:1         | Förkärla 40:1 (Steinsetzung / L1979:4097) | Weitere Bilder |
| 10099300400002 | (Karte) | Förkärla 40:2         | Förkärla 40:2 (Steinsetzung / L1979:4098) | Weitere Bilder |
| 10099300410001 | (Karte) | Förkärla 41:1         | Förkärla 41:1 (Steinhügelgrab / L1979:4238) | Weitere Bilder |
| 10099300410002 | (Karte) | Förkärla 41:2         | Förkärla 41:2 (Steinsetzung / L1979:4748) | Weitere Bilder |
| 10099300430001 | (Karte) | Förkärla 43:1         | Förkärla 43:1 (Gräberfeld / L1979:4881) | Weitere Bilder |
| 10099300440001 | (Karte) | Förkärla 44:1         | Förkärla 44:1 (Grabstein / L1979:4358) | Weitere Bilder |
| 10099300440002 | (Karte) | Förkärla 44:2         | Förkärla 44:2 (Grabstein / L1979:5014) | Weitere Bilder |
| 10099300440003 | (Karte) | Förkärla 44:3         | Förkärla 44:3 (Grabstein / L1979:4357) | Weitere Bilder |
| 10099300450001 | (Karte) | Förkärla 45:1         | Förkärla 45:1 (Petroglyphe / L1979:5105) | Weitere Bilder |
| 10099300460001 | (Karte) | Förkärla 46:1         | Förkärla 46:1 (Steinhügelgrab / L1979:5207) | Weitere Bilder |
| 10099300460002 | (Karte) | Förkärla 46:2         | Förkärla 46:2 (Grabstein / L1979:5628) | Weitere Bilder |
| 10099300460003 | (Karte) | Förkärla 46:3         | Förkärla 46:3 (Grabstein / L1979:5154) | Weitere Bilder |
| 10099300470001 | (Karte) | Förkärla 47:1         | Förkärla 47:1 (Steinsetzung / L1979:5629) | Weitere Bilder |
| 10099300480001 | (Karte) | Förkärla 48:1         | Förkärla 48:1 (Grabstein / L1979:5630) | Weitere Bilder |
| 10099300480002 | (Karte) | Förkärla 48:2         | Förkärla 48:2 (Grabstein / L1979:5195) | Weitere Bilder |
| 10099300500001 | (Karte) | Förkärla 50:1         | Förkärla 50:1 (Steinhügelgrab / L1979:5766) | Weitere Bilder |
| 10099300500002 | (Karte) | Förkärla 50:2         | Förkärla 50:2 (Steinsetzung / L1979:5328) | Weitere Bilder |
| 10099300500003 | (Karte) | Förkärla 50:3         | Förkärla 50:3 (Steinsetzung / L1979:5767) | Weitere Bilder |
| 10099300510001 | (Karte) | Förkärla 51:1         | Förkärla 51:1 (Steinhügelgrab / L1979:5877) | Weitere Bilder |
| 10099300510002 | (Karte) | Förkärla 51:2         | Förkärla 51:2 (Steinhügelgrab / L1979:5444) | Weitere Bilder |
| 10099300510003 | (Karte) | Förkärla 51:3         | Förkärla 51:3 (Steinsetzung / L1979:5878) | Weitere Bilder |
| 10099300520001 | (Karte) | Förkärla 52:1         | Förkärla 52:1 (Steinkreis / L1979:5879) | Weitere Bilder |
| 10099300520002 | (Karte) | Förkärla 52:2         | Förkärla 52:2 (Grabstein / L1979:5429) | Weitere Bilder |
| 10099300530001 | (Karte) | Förkärla 53:1         | Förkärla 53:1 (Grabstein / L1979:5553) | Weitere Bilder |
| 10099300550001 | (Karte) | Förkärla 55:1         | Förkärla 55:1 (Grenzstein / L1979:6001) ca. 0,6 m hoher Grenzstein am südlichen Rand des Fossilienfeld Förkärla 167:1 (L1979:5345) an einem kleinen Waldstück ca. 1 km östlich von Förkärla | Weitere Bilder |
| 10099300560001 | (Karte) | Förkärla 56:1         | Förkärla 56:1 (Steinsetzung / L1979:6002) | Weitere Bilder |
| 10099300570001 | (Karte) | Förkärla 57:1         | Förkärla 57:1 (Steinsetzung / L1979:5691) | Weitere Bilder |
| 10099300570002 | (Karte) | Förkärla 57:2         | Förkärla 57:2 (Steinsetzung / L1979:6033) | Weitere Bilder |
| 10099300580001 | (Karte) | Förkärla 58:1         | Förkärla 58:1 (Steinkreis / L1979:6124) | Weitere Bilder |
| 10099300580002 | (Karte) | Förkärla 58:2         | Förkärla 58:2 (Steinkreis / L1979:6125) | Weitere Bilder |
| 10099300590001 | (Karte) | Förkärla 59:1         | Förkärla 59:1 (Steinkreis / L1979:6126) | Weitere Bilder |
| 10099300590002 | (Karte) | Förkärla 59:2         | Förkärla 59:2 (Steinkreis / L1979:5676) | Weitere Bilder |
| 10099300600001 | (Karte) | Förkärla 60:1         | Förkärla 60:1 (Steinsetzung / L1979:5285) | Weitere Bilder |
| 10099300600002 | (Karte) | Förkärla 60:2         | Förkärla 60:2 (Steinsetzung / L1979:5821) | Weitere Bilder |
| 10099300600003 | (Karte) | Förkärla 60:3         | Förkärla 60:3 (Steinsetzung / L1979:5284) | Weitere Bilder |
| 10099300600004 | (Karte) | Förkärla 60:4         | Förkärla 60:4 (Steinsetzung / L1979:5286) | Weitere Bilder |
| 10099300610001 | (Karte) | Förkärla 61:1         | Förkärla 61:1 (Steinsetzung / L1979:5808) | Weitere Bilder |
| 10099300620001 | (Karte) | Förkärla 62:1         | Förkärla 62:1 (Steinhügelgrab / L1979:5945) | Weitere Bilder |
| 10099300630001 | (Karte) | Förkärla 63:1         | Förkärla 63:1 (Gräberfeld / L1979:5927) etwa 165 x 30 m großes Gräberfeld (auch als schwedisch Treklasen bezeichnet) mit ca. 25 nachgewiesenen Monumenten (Bildnachweis), darunter 5 Steinkreise, ein Steinhügelgrab, mehreren stehenden Steinen und mehreren runden sowie einer rechteckigen Steinsetzung (ausführliche Beschreibung der Monumente); das Gebiet befindet sich ca. 3 km südöstlich Johannishus, direkt nördlich des "Treklasen"-Naturschutzgebiet. Die Steinkreise befinden sich im nördlichen Teil des Areals und haben einen Durchmesser von 6 - 7 m, bestehend aus 5 - 7 stehenden Steinen in deren Nähe sich auch die meisten stehenden Steinen befinden. Die Steinsetzungen und das Hügelgrab (etwa 7 m Durchmesser) befinden sich im südlichen Teil, genau wie eine etwa 16 x 5 m große rechteckige Steinsetzung. Östlich vom beschrieben Gebiet am Weg nach Norden befindet sich noch das kleinere Gräberfeld Förkärla 66:1 (L1979:5536) | Weitere Bilder |
| 10099300640001 | (Karte) | Förkärla 64:1         | Förkärla 64:1 (Grabstein / L1979:6057) | Weitere Bilder |
| 10099300650001 | (Karte) | Förkärla 65:1         | Förkärla 65:1 (Grabstein / L1979:5500) | Weitere Bilder |
| 10099300650002 | (Karte) | Förkärla 65:2         | Förkärla 65:2 (Grabstein / L1979:5501) | Weitere Bilder |
| 10099300650003 | (Karte) | Förkärla 65:3         | Förkärla 65:3 (Grabstein / L1979:5499) | Weitere Bilder |
| 10099300660001 | (Karte) | Förkärla 66:1         | Förkärla 66:1 (Gräberfeld / L1979:5536) etwa 70 x 30 m großes Gräberfeld mit 7 runden Steinsetzungen mit einem Durchmesser von 7 - 9 m; befindet sich ca. 3 km südöstlich Johannishus, nördlich des "Treklasen"-Naturschutzgebiet und östlich des größeren Gräberfeld Förkärla 63:1 (L1979:5927) | Weitere Bilder |
| 10099300670001 | (Karte) | Förkärla 67:1         | Förkärla 67:1 (Friedhof / L1979:5660) kleinerer (etwa 10 x 5 m großer) Friedhof mit 5 nachgewiesenen Grabsteinen im Osten der Schäreninsel Österholmen, welche Teil des "Almö"-Naturschutzgebiet ist. | Weitere Bilder |
| 10099300680001 | (Karte) | Förkärla 68:1         | Förkärla 68:1 (Gräberfeld / L1979:5661) | Weitere Bilder |
| 10099300690001 | (Karte) | Förkärla 69:1         | Förkärla 69:1 (Steinsetzung / L1979:5200) | Weitere Bilder |
| 10099300700001 | (Karte) | Förkärla 70:1         | Förkärla 70:1 (Steinkreis / L1979:4461) | Weitere Bilder |
| 10099300700002 | (Karte) | Förkärla 70:2         | Förkärla 70:2 (Steinkreis / L1979:5011) | Weitere Bilder |
| 10099300710001 | (Karte) | Förkärla 71:1         | Förkärla 71:1 (Grabstein / L1979:5012) | Weitere Bilder |
| 10099300720001 | (Karte) | Förkärla 72:1         | Förkärla 72:1 (Steinsetzung / L1979:5013) | Weitere Bilder |
| 10099300730001 | (Karte) | Förkärla 73:1         | Förkärla 73:1 (Grabstein / L1979:4479) | Weitere Bilder |
| 10099300730002 | (Karte) | Förkärla 73:2         | Förkärla 73:2 (Steinsetzung / L1979:4605) | Weitere Bilder |
| 10099300750001 | (Karte) | Förkärla 75:1         | Förkärla 75:1 (Petroglyphe / L1979:5153) | Weitere Bilder |
| 10099300760001 | (Karte) | Förkärla 76:1         | Förkärla 76:1 (Steinkammergrab / L1979:4622) | Weitere Bilder |
| 10099300830001 | (Karte) | Förkärla 83:1         | Förkärla 83:1 (Steinsetzung / L1979:4342) | Weitere Bilder |
| 10099300850001 | (Karte) | Förkärla 85:1         | Förkärla 85:1 (Steinhügelgrab / L1979:4462) | Weitere Bilder |
| 10099300850002 | (Karte) | Förkärla 85:2         | Förkärla 85:2 (Steinsetzung / L1979:5015) | Weitere Bilder |
| 10099300860001 | (Karte) | Förkärla 86:1         | Förkärla 86:1 (Gräberfeld / L1979:4463) | Weitere Bilder |
| 10099300870001 | (Karte) | Förkärla 87:1         | Förkärla 87:1 (Gräberfeld / L1979:5155) | Weitere Bilder |
| 10099300880001 | (Karte) | Förkärla 88:1         | Förkärla 88:1 (Steinhügelgrab / L1979:4606) | Weitere Bilder |
| 10099300910001 | (Karte) | Förkärla 91:1         | Förkärla 91:1 (Steinhügelgrab / L1979:5254) | Weitere Bilder |
| 10099300930001 | (Karte) | Förkärla 93:1         | Förkärla 93:1 (Petroglyphe / L1979:5675) | Weitere Bilder |
| 10099300940001 | (Karte) | Förkärla 94:1         | Förkärla 94:1 (Petroglyphe / L1979:5211) | Weitere Bilder |
| 10099300950001 | (Karte) | Förkärla 95:1         | Förkärla 95:1 (Petroglyphe / L1979:5806) | Weitere Bilder |
| 10099300960001 | (Karte) | Förkärla 96:1         | Förkärla 96:1 (Steinsetzung / L1979:5807) | Weitere Bilder |
| 10099300970001 | (Karte) | Förkärla 97:1         | Förkärla 97:1 (Petroglyphe / L1979:5343) | Weitere Bilder |
| 10099300980001 | (Karte) | Förkärla 98:1         | Förkärla 98:1 (Steinsetzung / L1979:5924) | Weitere Bilder |
| 10099300990001 | (Karte) | Förkärla 99:1         | Förkärla 99:1 (Steinsetzung / L1979:5925) | Weitere Bilder |
| 10099301000001 | (Karte) | Förkärla 100:1        | Förkärla 100:1 (Petroglyphe / L1979:5926) | Weitere Bilder |
| 10099301020001 | (Karte) | Förkärla 102:1        | Förkärla 102:1 (Steinsetzung / L1979:5533) | Weitere Bilder |
| 10099301030001 | (Karte) | Förkärla 103:1        | Förkärla 103:1 (Steinhügelgrab / L1979:5535) | Weitere Bilder |
| 10099301030002 | (Karte) | Förkärla 103:2        | Förkärla 103:2 (Steinsetzung / L1979:5534) | Weitere Bilder |
| 10099301040001 | (Karte) | Förkärla 104:1        | Förkärla 104:1 (Steinsetzung / L1979:6056) | Weitere Bilder |
| 10099301060001 | (Karte) | Förkärla 106:1        | Förkärla 106:1 (Steinhügelgrab / L1979:5197) | Weitere Bilder |
| 10099301070001 | (Karte) | Förkärla 107:1        | Förkärla 107:1 (Steinhügelgrab / L1979:5198) | Weitere Bilder |
| 10099301070002 | (Karte) | Förkärla 107:2        | Förkärla 107:2 (Steinsetzung / L1979:5695) | Weitere Bilder |
| 10099301070003 | (Karte) | Förkärla 107:3        | Förkärla 107:3 (Steinsetzung / L1979:5199) | Weitere Bilder |
| 10099301080001 | (Karte) | Förkärla 108:1        | Förkärla 108:1 (Steinsetzung / L1979:5861) | Weitere Bilder |
| 10099301080002 | (Karte) | Förkärla 108:2        | Förkärla 108:2 (Steinsetzung / L1979:5330) | Weitere Bilder |
| 10099301100001 | (Karte) | Förkärla 110:1        | Förkärla 110:1 (Steinhügelgrab / L1979:5332) | Weitere Bilder |
| 10099301110001 | (Karte) | Förkärla 111:1        | Förkärla 111:1 (Steinsetzung / L1979:5981) | Weitere Bilder |
| 10099301120001 | (Karte) | Förkärla 112:1        | Förkärla 112:1 (Steinhügelgrab / L1979:5432) | Weitere Bilder |
| 10099301180001 | (Karte) | Förkärla 118:1        | Förkärla 118:1 (Steinhügelgrab / L1979:5259) | Weitere Bilder |
| 10099301190001 | (Karte) | Förkärla 119:1        | Förkärla 119:1 (Steinhügelgrab / L1979:5678) | Weitere Bilder |
| 10099301220001 | (Karte) | Förkärla 122:1        | Förkärla 122:1 (Petroglyphe / L1979:5215) | Weitere Bilder |
| 10099301230001 | (Karte) | Förkärla 123:1        | Förkärla 123:1 (Steinsetzung / L1979:4895) | Weitere Bilder |
| 10099301240001 | (Karte) | Förkärla 124:1        | Förkärla 124:1 (Gräberfeld / L1979:4896) | Weitere Bilder |
| 10099301290001 | (Karte) | Förkärla 129:1        | Förkärla 129:1 (Steinkammergrab / L1979:5172) | Weitere Bilder |
| 10099301340001 | (Karte) | Förkärla 134:1        | Förkärla 134:1 (Steinsetzung / L1979:4164) | Weitere Bilder |
| 10099301350001 | (Karte) | Förkärla 135:1        | Förkärla 135:1 (Steinsetzung / L1979:4165) | Weitere Bilder |
| 10099301360001 | (Karte) | Förkärla 136:1        | Förkärla 136:1 (Steinhügelgrab / L1979:4817) | Weitere Bilder |
| 10099301360002 | (Karte) | Förkärla 136:2        | Förkärla 136:2 (Steinsetzung / L1979:5279) | Weitere Bilder |
| 10099301450001 | (Karte) | Förkärla 145:1        | Förkärla 145:1 (Steinsetzung / L1979:4418) | Weitere Bilder |
| 10099301470001 | (Karte) | Förkärla 147:1        | Förkärla 147:1 (Petroglyphe / L1979:5082) | Weitere Bilder |
| 10099301520001 | (Karte) | Förkärla 152:1        | Förkärla 152:1 (Steinsetzung / L1979:5765) | Weitere Bilder |
| 10099301570001 | (Karte) | Förkärla 157:1        | Förkärla 157:1 (Steinsetzung / L1979:5176) | Weitere Bilder |
| 10099301670001 | (Karte) | Förkärla 167:1        | Förkärla 167:1 (Fossilienfeld / L1979:5345) etwa 160 x 130 m großes Fossilienfeld in einem kleinen Waldstück ca. 1 km östlich von Förkärla, nur etwa 100 m nördlich der E 22, Streckenabschnitt Ronneby-Nättraby; darin befindet sich im Norden das Gräberfeld Förkärla 68:1 (L1979:5661) und im Süden der Grenzstein Förkärla 55:1 (L1979:6001) | Weitere Bilder |
| 18000000070689 | (Karte) | Förkärla 186          | Förkärla 186 (Sperr-Vorrichtung / L1978:2813) | Weitere Bilder |
| 18000000070692 | (Karte) | Förkärla 187          | Förkärla 187 (Sperr-Vorrichtung / L1978:2181) | Weitere Bilder |
| 12000000135887 | (Karte) | Förkärla 195          | Förkärla 195 (Steinsetzung / L1978:8422) mit Steinen gefüllte runde (ca. 8 m Durchmesser) Steinsetzung, ca. 1 km nordöstlich Förkärla neben Steinsetzung Förkärla 196 (L1978:8424) | Weitere Bilder |
| 12000000135889 | (Karte) | Förkärla 196          | Förkärla 196 (Steinsetzung / L1978:8424) rund bis ovale Steinsetzung mit einem Durchmesser von 10 bis 12 m, ca. 1 km nordöstlich Förkärla neben Steinsetzung Förkärla 195 (L1978:8422); eine im Jahr 2019 durchgeführte C 14-Datierung ergab ein ungefähres Alter (ca. 95%-Übereinstimmung) von ca. 3370 - 3095 v. Chr. | Weitere Bilder |